# Samuel Mráz
Samuel Mráz (sinh 13 tháng 5 năm 1997) là một tiền đạo bóng đá Slovakia hiện tại thi đấu cho câu lạc bộ Zagłębie Lubin theo dạng cho mượn từ Empoli ở giải Serie A.

## Sự nghiệp câu lạc bộ

### FK Senica
Anh ra mắt chuyên nghiệp cho FK Senica trước FK AS Trenčín on 12 tháng 4 năm 2014.

### Bàn thắng quốc tế
| # | Ngày               | Địa điểm                                           | Đối thủ | Bàn thắng | Kết quả | Giải đấu |
| - | ------------------ | -------------------------------------------------- | ------- | --------- | ------- | -------- |
| 1 | 7 tháng 6 năm 2019 | Sân vận động Antona Malatinského, Trnava, Slovakia | Jordan  | 4–1       | 5–1     | Giao hữu |